# William Talman (Schauspieler)
William Whitney Talman junior (* 4. Februar 1915 in Detroit, Michigan; † 30. August 1968 in Encino, Kalifornien) war ein US-amerikanischer Schauspieler.

## Leben und Karriere
William Talman kam aus einer wohlhabenden Familie in Detroit. Nach einem Jurastudium an der University of Michigan kam er durch die Mithilfe eines befreundeten Schauspielers zu ersten Theaterrollen. Ab November 1940 war Talman als Darsteller am Broadway zu sehen, musste allerdings wegen eines Einsatzes im Zweiten Weltkrieg seine Schauspielkarriere wenig später unterbrechen. In der United States Army erreichte er für seinen Dienst im Pazifik den Rang eines Majors. Nach Kriegsende arbeitete er zunächst wieder beim Theater, ehe er 1949 sein Filmdebüt als Gangster in Red, Hot and Blue an der Seite von Betty Hutton und Victor Mature machte. In den folgenden Jahren spielte Talman besonders oft in Film noirs, wobei vor allem Schurken seine Spezialität waren. Bemerkenswert war vor allem seine auf dem echten Serienmörder Billy Cook basierende Darstellung eines psychopathischen Kriminellen in Ida Lupinos The Hitch-Hiker, der von zwei Durchschnittsamerikanern per Anhalter mitgenommen wird und deren Leben zum Albtraum macht.
Einem breiten Publikum wurde er vor allem durch die Rolle des Staatsanwalts Hamilton Burger in der CBS-Fernsehserie Perry Mason bekannt, die er in einem Zeitraum von neun Jahren in insgesamt 225 Folgen spielte. Ein Running Gag der Serie war, dass Talman fast alle Prozesse der Serie gegen die von Raymond Burr dargestellte Titelfigur verlor. 1960 wurde Talman zeitweise von CBS entlassen, da er bei einer Art Cannabis-Party von der Polizei erwischt wurde und die Boulevardpresse dies ausschlachtete. Die Anklage wurde jedoch fallen gelassen und wegen seiner Popularität in der Rolle holte Produzentin Gail Patrick ihn schließlich zurück. Nach dem Ende von Perry Mason stand er noch für den Doris-Day-Western Das Teufelsweib von Texas (1967) vor der Kamera, wieder in der Rolle eines Staatsanwaltes, was seine letzte Filmarbeit werden sollte.
Der langjährige Raucher starb im August 1968 mit nur 53 Jahren an Lungenkrebs. Nur wenige Wochen vor seinem Tod nahm er zwei Werbespots für die American Cancer Society auf, in denen er mit einer Anspielung an Perry Mason vor dem Rauchen warnte: „Ihr wisst, es hat mich nicht wirklich interessiert, dass ich alle diese Gerichtsverhandlungen verloren habe, aber nun bin ich in einem Kampf, den ich überhaupt nicht verlieren will. Denn wenn ich ihn verliere, heißt das meine Frau und meine Kinder zu verlieren, die sie gerade gesehen haben. Ich habe Lungenkrebs (…) Daher nehmen sie den Ratschlag über Rauchen und Verlieren von einem an, der beides über Jahre gemacht hat (…) Wenn sie nicht rauchen, fangen sie nicht an. Wenn du rauchst, dann hör auf! (…) Sei kein Verlierer!“ William Talman wurde damit zum ersten Hollywood-Schauspieler, der Teil einer öffentlichen Kampagne gegen das Rauchen war, und brach ein Tabu in der Filmindustrie.
Aus seiner ersten Ehe mit der Schauspielerin Lynne Carter, die von 1942 bis 1952 hielt, hatte er ein Kind. Aus der Ehe mit der Schauspielerin Barbara Read (1917–1963) von 1952 bis 1960 kamen zwei Kinder, um die sich Talman nach dem Suizid von Read im Jahr 1963 kümmerte. 1961 heiratete er in dritter Ehe Margaret Larkin Flanigan, deren zwei Kinder er adoptierte und mit der er bis zu seinem Tod verheiratet blieb. William Talman wurde auf dem Forest Lawn Memorial Park, Hollywood Hills, beigesetzt.

## Filmografie (Auswahl)
- 1949: Red, Hot and Blue
- 1949: Ich heiratete einen Kommunisten (The Woman on Pier 13)
- 1950: Verfemt (The Kid from Texas)
- 1950: Armored Car Robbery
- 1951: Gangster (The Racket)
- 1952: Korea (One Minute to Zero)
- 1953: The Hitch-Hiker
- 1953: Chicago – 12 Uhr Mitternacht (City That Never Sleeps)
- 1955: Blutgeld (Big House, U.S.A.)
- 1955: Rauchsignale (Smoke Signal)
- 1955: Straße des Terrors (Crashout)
- 1957–1966: Perry Mason (Fernsehserie, 225 Folgen)
- 1960/1961: Have Gun – Will Travel (Fernsehserie, 2 Folgen)
- 1963: Rauchende Colts (Gunsmoke; Fernsehserie, Folge Legends Don't Sleep)
- 1966: Verrückter wilder Westen (The Wild Wild West; Fernsehserie, Folge The Night of the Man-Eating House)
- 1967: Das Teufelsweib von Texas (The Ballad of Josie)